# NGC 2582
NGC 2582 (другие обозначения — IC 2359, UGC 4391, MCG 4-20-50, ZWG 89.22, ZWG 119.91, PGC 23630) — спиральная галактика в созвездии Рака. Открыта Уильямом Гершелем в 1789 году.
Этот объект входит в число перечисленных в оригинальной редакции «Нового общего каталога». Галактику также наблюдал Макс Вольф в 1901 году, и, хотя в его журнале наблюдений чётко указано, что он наблюдал NGC 2582, это наблюдение попало в Индекс-каталог как IC 2359.
NGC 2582 удалена на 230 миллионов световых лет, а её диаметр составляет 70 тысяч световых лет. Галактика входит в состав группы галактик NGC 2595. Помимо NGC 2582 в группу также входят ещё 9 галактик. По фотометрическим данным плоскость галактики наклонена на 51° к картинной плоскости, что значительно расходится с визуальной оценкой, по которой угол между этими плоскостями довольно мал.